# Svensk Bokkonst
Svensk Bokkonst är en ideell förening som grundades 1933 på initiativ av Bror Zachrisson. Föreningens huvudsyfte är att stimulera och inspirera branschen till ökad kvalitet i bokproduktionen. 
En jury väljer årligen 25 böcker ur det senaste årets utgivning som i sammanhanget anses särskilt förtjänstfulla. De utvalda böckerna presenteras på webbplatsen och på en utställning på Kungliga biblioteket, varefter utställningen turnerar i Sverige och utomlands under det kommande året.
Föreningen har 15 medlemsorganisationer.